# Digitales Wohlbefinden
Digitales Wohlbefinden (engl. Digital Wellbeing) bezeichnet ein interdisziplinäres Konzept, das sich mit dem gesundheitsförderlichen Umgang von digitalen Technologien befasst. Ziel ist es, die Nutzung digitaler Medien so zu gestalten, dass sie das physische, soziale und psychische Wohlbefinden unterstützt, anstatt es zu beeinträchtigen. Unter dem Begriff werden außerdem Initiativen der großen Anbieter von Onlinediensten Google, Facebook und Apple verstanden, die seit etwa 2018 Funktionen bereitstellen, mit denen Nutzende ihre Bildschirmzeit erfassen und die Zeitdauer der Smartphone-Nutzung zu begrenzen, um somit Smartphone- und Internetsucht vorzubeugen.

## Digitales Wohlbefinden in der Forschung
Der wissenschaftliche Diskurs zum digitalen Wohlbefinden hat sich seit Mitte der 2010er Jahre deutlich intensiviert. Dabei werden psychologische, soziale und technologische Einflussfaktoren untersucht, die das subjektive Erleben von digitalen Technologien im Alltag und am Arbeitsplatz prägen. Im Zentrum der Forschung steht die Frage, wie Menschen digitale Technologien so nutzen können, dass sie mit ihren persönlichen Zielen, Bedürfnissen und Werten im Einklang stehen.

### Begriffsverständnis und theoretischer Rahmen
Dabei knüpft das Konzept des digitalen Wohlbefindens an bestehende Theorien des allgemeinen Wohlbefindens an, insbesondere an die Unterscheidung zwischen hedonischem und eudaimonischem Wohlbefinden. Erstere beschreibt kurzfristige, affektive Zustände wie Freude oder Stressfreiheit; letztere bezieht sich auf langfristige Aspekte wie Selbstverwirklichung, Sinn und Autonomie.
Digitales Wohlbefinden wird teils als Gleichgewicht zwischen den Vor- und Nachteilen digitaler Vernetzung verstanden, teils als Fähigkeit, die eigene digitale Lebensweise aktiv zu gestalten. Entsprechend differieren die Definitionen: Einige betonen die subjektive Erfahrung eines „optimalen Nutzungsgleichgewichts“, andere fokussieren auf die normativ wünschenswerte Selbstregulationskompetenz im digitalen Kontext. In jüngerer Zeit haben sich dynamische Modelle etabliert, die digitales Wohlbefinden als kontextspezifisches Zusammenspiel von individuellen, technologischen und situativen Faktoren begreifen.

### Einflussfaktoren
Studien belegen, dass exzessive oder unreflektierte Nutzung (insbesondere in Form von passivem Konsum, sozialem Vergleich oder ständiger Erreichbarkeit) mit Stress, Schlafproblemen, technikbezogenem Kontrollverlust und verringertem subjektivem Wohlbefinden assoziiert ist. Die Effektstärken solcher Zusammenhänge sind klein bis moderat, jedoch konsistent. Problematisch erscheint vor allem die sogenannte „suchtartige“ Nutzung, bei der das digitale Verhalten trotz negativer Folgen fortgesetzt wird.
Auf sozialer Ebene rücken Aspekte wie digitale Isolation, Cybermobbing, Fear of Missing Out (FoMO) sowie der Einfluss sozialer Plattformen auf Beziehungsqualität und Zugehörigkeitsgefühl in den Fokus. Gleichwohl werden auch potenziell positive Effekte digitaler Technologien untersucht, etwa durch soziale Unterstützung, Zugang zu Informationen oder kreative Ausdrucksmöglichkeiten. Entscheidend ist dabei oft nicht die Nutzungsdauer, sondern wie und zu welchem Zweck digitale Medien eingesetzt werden.
Technologische Einflussfaktoren werden zunehmend aus Perspektive der User Experience (UX) und des ethischen Designs betrachtet. Forschung zum sogenannten persuasive design bzw. dark patterns weist darauf hin, dass viele Anwendungen gezielt auf maximales Engagement ausgelegt sind und damit zur Medienübernutzung beitragen können (etwa durch endloses Scrollen, automatische Wiedergabe oder algorithmisch kuratierte Feeds). Gleichzeitig werden Ansätze wie digital nudging oder Positive Technology entwickelt, um Gestaltungselemente zu identifizieren, die digitales Wohlbefinden fördern.

## Apps

### Google
Die Funktionalitäten werden mit Android P zur Verfügung gestellt, welches ab Ende 2018 verfügbar sein wird. Konkret gehört hierzu ein Dashboard, welches das Nutzungsverhalten aufzeigt. Zusätzlich gibt es beispielsweise eine Option, die eine Einschränkung der Nutzungszeit für Apps ermöglicht. Mit einem speziellen »Bitte nicht stören«-Modus kann außerdem genau gesteuert werden, zu welcher Zeit Benachrichtigungen angezeigt werden sollen. Und schließlich soll mit dem Wind Down-Modus der »Bitte nicht stören«-Modus automatisch aktiviert werden. Außerdem werden die Bildschirminhalte ausgegraut, um dem Nutzer zu signalisieren, dass es Zeit wird, ins Bett zu gehen.

### Apple
Die Initiative gehörte zu den zentralen Ankündigungen auf der Apple-Entwicklerkonferenz WWDC Anfang Juni 2018. Die Funktionalitäten werden jetzt unter der Bezeichnung Bildschirmzeit mit der Betriebssystemversion iOS12 ausgeliefert. Auch hier soll es Übersichten geben, die anzeigen, wie viel Zeit die Benutzer mit dem Gerät und in einzelnen Apps verbringen. Apple wurde jüngst sogar vom Investor Jana Partners aufgefordert, mehr dagegen zu unternehmen.